# Klara Svensson
Klara Josefin Svensson, född 15 oktober 1987 i Höllviken i Rängs församling i Malmöhus län, är en svensk tidigare professionell boxare och har vunnit titeln WBC Silver i lättviktsboxning, två medaljer i europamästerskapen i boxning och tre medaljer i världsmästerskapen i boxning.

## Biografi
Klara Svensson började amatörboxas 14 år gammal. Som 15-åring gick hon med i Höllvikens Boxningsklubb med Christer Ekberg som tränare.
Efter 105 amatörmatcher debuterade Svensson den 11 juni 2011 som proffs och flyttade till Hamburg. Där tränade hon med grabbarna i EC Boxpromotion. Efter tio vinstmatcher och två år i Tyskland blev Klara Svensson kontaktad av Team Sauerland, ett av världens främsta boxningsstall, och flyttade till Köpenhamn och fick ny tränare, Joey Gamache.
Hon var aktiv som proffsboxare åren 2011–2019.
Hon deltog i Superstars 2018 och kom på en femteplats; hon vann bland annat grenarna barr och vattenpolo. Hon skadade sig allvarligt i ögat. Hon blev utslagen i duellen mot Thomas Ravelli och Billan Östlund.